# 登勢

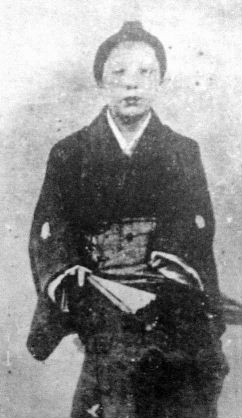
登勢肖像

登勢（おとせ、1829年（文政12年）頃 － 1877年（明治10年）9月7日），幕末時期寺田屋的女老闆。
為在大津經營旅館的大本重兵衛的次女，也是京都伏見的船宿寺田屋第6代老闆——寺田屋伊助的妻子，由於丈夫遊手好閒使旅館經營困難，丈夫更因為愛喝酒而英年早逝，之後由登勢獨自經營寺田屋。登勢樂於助人，從坂本龍馬開始就保護了許多被幕府盯上的尊王攘夷派志士。亦因此曾一度被幕府視為危險人物，並被捕入獄。
1863年，寺田屋事件發生，店內遭到薩摩藩士破壞。登勢立刻命令傭人更換損毀的榻榻米和紙門並且繼續經營。其後仍多次保護及隱藏坂本龍馬和尊王攘夷的志士們。1877年逝世。
坂本龍馬曾寫過許多封信給她，大多是拜託她幫忙和聽她訴苦。

## 登場作品
- 森光子：NHK大河劇『龍馬來了』（1968年）
- 淡島千景：東京電視台『龍馬來了』（1982年）
- 池上季實子：TBS『龍馬來了』（1997年）
- 若村麻由美 ：東京電視台『龍馬來了』（2004年）
- 戸田惠子：NHK大河劇『新選組!』（2004年）
- 草刈民代：NHK大河劇『龍馬傳』（2010年）
- 室井滋：TBS『JIN-仁-』（2011年）
- 銀魂 - 登勢大嬸
- 幕末ROCK：登勢老闆娘